# Školovanje konzervatora restauratora
Školovanje konzervatora restauratora  - u konzervatorsko restauratorsku se struku u svijetu a i kod nas nekada u pravilu ulazilo putem pripravništva u nekoj od restauratorskih radionica,bilo u državnom zavodu ili nekom od muzeja koji su imali restauratorske radionice. .Danas je međutim ovaj sustav djelomice napušten ,prije svega zbog osnutka 3 studija konzervacije-restauracije   predmeta kulturne baštine u Hrvatskoj,u Zagrebu ,u Splitu,te najmlađeg studija,onog u Dubrovniku.Pored ovog sustava u svijetu se koristi i treći,u biti kombinacija ova   dva sustava.Nakon diplome provodi se neko vrijeme na stažiranju u nekoj od restauratorskih radionica. Varijanta ovog sustava bio bi njemački model ,tamo je 2 godišnje stažiranje uvjet za upis na studij.
Obim se kozervatorskog rada posljednjih godina znatno proširio tako da više nije dominatno stjecanje manuelne vještine (barem u visoko razvijenim zemljama) te se sve veća važnost pridaje i znanstvenim istraživanjima,organizaciji izložbi,znanosti o konzervaciji te upravljanju projektima i obrani   stručnih pitanja.
Sustav ovog obrazovanja varira od zemlje do zemlje,uz napomenu da se na teritoriju Europske unije već 15 godina radi na standardizaciji istog.
U svijetu je uobičajeno i da konzervatorsko restauratorske udruge i organizacije daju i dodatna pojašnjenja vezana uz mjesto i specijalnosti pojedinih studija.

## Stanje u Hrvatskoj - studiji, specijalnosti,predavačka struktura
U Hrvatskoj trenutačno postoje tri studija konzervacije restauracije:
- Diplomski (integrirani 5 godišnji) studij konzerviranja i restauriranja umjetnina: štafelajnih i zidnih slika, te polikromirane drvene skulpture, kamena i arhitektonske plastike na Odsjeku za restauriranje i konzerviranje umjetnina na Akademiji likovnih umjetnosti u Zagrebu(od 1997.)
- Diplomski studij konzervacije i restauracije kamena, štafelajnog slikarstva i polikromne plastike, zidnog slikarstva i mozaika, arheološke baštine te metala,  Umjetnička Akademija Sveučilišta u Splitu] (od 1997.)- UMAS.

http://www.umas.hr
- Preddiplomski i diplomski studij konzervacije i restauracije predmeta od papira, tekstila, drveta, metala i keramike, Sveučilište u Dubrovniku (od 2005.)

Kako je   vidljivo prva su 2 studija,onaj zagrebački i splitski osnovana iste 1997.godine.Tu se može spomenuti da iako je zagrebački studij neosporno u svom startu krenuo ozbiljnije od splitskog,ipak prvi su kako - tako ( skoro nikako,dosta ih radi u muzejima,nema neke bitne razlike u odnosu na njih i one koji su u konzervatorsko restauratorsku struku ušli bez formalnog restauratorskog obrazovanja,može se provjeriti u MDC-ovoj biblioteci u Zagrebu,pismeni radovi za stručni ispit! )  školovani restauratori u Hrvatskoj obrazovani u Splitu i prije 1997. 
Radi se o profesorima likovne kulture restauratorima, a izgleda da je sama nastava težila   obrazovanju nečega što možemo nazvati restauratorom opće prakse.Činjenica je da ovaj naziv nosi i određenu pejorativnu dimenziju,no nije zgorega ne zaboraviti da je, iako na neusporedivo višem i daleko osmišljenijem nivou nešto pomalo slično osnova restauratorskog školovanja u SAD i Kanadi.
Nadodajmo da što se tiče restauratora koji su i prije 1997. stekli neki vid formalnog obrazovanja treba istaknuti i da je dosta restauratora iz Hrvatske završilo ( u pravilu o svom trošku) specijalistički postdiplomski studij konzervacije restauracije u Ljubljani ( utemeljen 1954.,od 1996. postaje dio studija konzervacije restauracije na Akademiji za likovno umetnost in oblikovanje u Ljubljani),dok je broj onih školovanih u visoko razvijenim zapadnoeuropskim zemljama,te SAD i Kanadi razmjerno malen .Može se napomenuti i da je manji broj osoba završio studij na Cetinju,još osamdesetih godina prošlog stoljeća.Najmanje je jedna osoba završila postdiplomski studij u Beogradu(Olga Nikolić Litwin,radila u HRZ,danas živi i radi u SAD).
Kada govorimo o većoj ozbiljnosti zagrebačkog studija to se prije svega odnosi na bolje osposobljen predavački kadar,prije svega se tu misli na predmete   vezane uz samo restauriranje,već u startu studija tamo je predavao i jedan školovani restaurator(Mr.art Eva Winkler Jirsak,ista je uz Mr.art Maju Velicogna Novoselac i Sanju Serhatlić dugi niz godina bila jedan od 3 naša školovana restauratora,pod školovanim se misli u smislu ECCO/ENCORE smjernica), a četvero je od budućih predavača bilo na dvogodišnjem postdiplomskom stručnom usavršavanju u inozemstvu ( 1 kandidat nije završio stručno usavršavanje,uzgred danas je isti predavač na dubrovačkom studiju,kasnije je završio postdiplomski specijalistički studij u Ljubljani,te nedavno doktorirao muzeologiju... ),u Poljskoj i Mađarskoj,odnosno konkretno u Krakovu( Suzana Damiani,Denis Vokić ) i Budimpešti( Zvjezdana Jembrih,Andrej Aranicki ).Osim njih primljeno je i više osoba koje su završile specijalistički postdiplomski studij restauriranja u Ljubljani(Egidio Budicin,Tamara Ukrainčik,Dragan Dokić).Jedina zamjerka zagrebačkom studiju bila bi što i ovdje stvar nije sprovedena do kraja ( krivnja za ovo je na utemeljiteljima studija ),te spomenuti nisu vani završili četvero ili peterogodišnji studij restauriranja jer sve osobe koje predaju imaju samo 2 godine formalnog restauratorskog obrazovanja ,bez obzira radilo se o stručnom usavršavanju ili specijalki u Ljubljani(osim ako se zvanje akademskog slikara ili kipara i radno iskustvo u HRZ-u ili muzejima ne smatra ekvivalentom zvanja prvostupnika,odnosno diplomiranog restauratora, što isto nikako ne može biti,jer onda bi to bilo regulirano zakonom,nadalje spomenuti u Hrvatskoj danas i ne mogu stjecati viša zvanja izvan svoje struke,dok se u Hrvatskoj danas specijalističkim studijem i ne može steći zvanje magistra već samo specijalista).
Splitski se je studij pak odlučio za potpuno drugačiji pristup u odabiru predavača,te niti jedan od tadašnjih predavača predmeta neposredno vezanih uz samo restauriranje nije imao nikakovo formalno priznato restauratorsko obrazovanje već se radilo o osobama nekada zaposlenim u muzejima odnosno Hrvatskom restauratorskom zavodu(ovo je imalo i dosta negativnih posljedica tako da su primjerice konzervaciju restauraciju metala 13 godina predavale potpuno nekompetentne osobe,koje to nikako ne bi mogle na   nekom   studiju u visokorazvijenim europskim zemljama,osim toga postavlja se i pitanje rezultata obrazovnog procesa  - što dobivamo kada  "stručnjaci"  rade na obrazovanju budućih stručnjaka...).
Treći se studij,onaj dubrovački ,oformljen 2005. godine, što se tiče glavih predavača predmeta vezanih uz restauraciju oslonio na predavače s Instituto per arte e il restauro Palazzo Spinelli u Firenzi,partnerskom institucijom u ovom studiju ( uz napomenu da se radi o komercijalno orijentiranoj instituciji,koja trenutačno u svojoj matičnoj zemlji ne nudi petogodišnji studij restauriranja već samo 2 godišnje tečajeve za tehničare u području konzerviranja restauriranja,3 godišnje tečajeve za tehničare eksperte,te ljetne tečajeve).Osim toga ovaj je studij za razliku od prva dva posvećen ne restauraciji kiparskih i slikarskih djela ,već konzervaciji restauraciji objekata od drva ,keramike, metala,tekstila i papira.Treba   reći i da su danas (prosinac 2016.) talijanski predavači zamijenjeni domaćima.
Može se reći i da je razmjerno čudno da niti jedna od ovih ustanova nije ponudila sustav doškolovanja odnosno stručnog usavršavanja osoba zaposlenih u muzejima i Hrvatskom restauratorskom zavodu (dobro se zna da u muzejima više od 80% osoba koje rade na konzerviranju restauriranju nema nikakovo formalno restauratorsko obrazovanje,te da ih oko 50 % ima samo srednju stručnu spremu, situacija u HRZ je vjerojatno nešto povoljnija),posebice u smislu korištenja velikih mogućnosti modularnog online doškolovanja koje je u svijetu uobičajeno već više od 10 godina.No isto je tako nepobitno i da   su se organizacije prije spomenutog mogli primiti i Muzejski dokumentacijski centar ( ustanova koja 2 puta godišnje organizira stručne ispite za muzejske djelatnike,te tečajeve preventivne zaštite) odnosno HRZ.
Također je vidljivo i da su se sve tri institucije odlučile za sustav obrazovanja po modelu koji se koristi i kod obrazovanja akademskih slikara,kipara ili grafičara (iako je zagrebački studij u početku imao tendenciju skretanja u znanstvenom pravcu,prvi je voditelj studija bila Dr.Sc Šefka Horvat Kurbegović ), znači nema pritiska da se kontinuirano izdaju znanstveni ili stručni radovi,niti da predavači moraju doktorirati u nekom roku, a da bi zadržali svoje pozicije(odnosno radi se po za likovne akademije tipičnom sustavu uhljebljenja, kontinuirano stjecanje novih znanja,te stalno dokazivanje vlastite kompetencije u tom je sustavu čista nepoznanica ).
Na kraju treba naglasiti da bez obzira na iznešene zamjerke smisao opstojnosti sva tri naša studija nikako nije upitan ,jedino je nepobitno da bi bilo dobro   podići   nivo studiranja, i to isključivo podizanjem kvalitete predavačkog kadra( i primjerenim opremanjem radionica!),prije svega uvođenjem sustava po uzoru na onaj koji se primjenjuje na predavače na znanstvenim studijima ( znači obavezno kontinuirano izdavanje recenziranih stručnih ili znanstvenih radova ,obaveza doktoriranja u određenom roku),ili eventualno   sustavnim dovođenjem gostujućih kvalitetnih stranih predavača(ovo je malo vjerojatna opcija -  primanja su kod nas   suviše niska,a opremljenost naših studija nije niti blizu onima u visokorazvijenim zemljama EU).
Neophodno je istaknuti i da usprkos trima studijima konzerviranja restauriranja te četiri udruge koje okupljaju konzervatore restauratore u Hrvatskoj zasada još nema   propisanih i opće prihvaćenih načela konzerviranja restauriranja (posebice je nedostatak istih vidljiv u muzejima gdje se pod konzerviranjem restauriranjem podrazumijeva štošta, a neki pojedinci svoj rad zasnivaju na načelima   primjerenijim 19. stoljeću )...
Vrlo je važna i činjenica da je 2013. ,na sveučilištu u Zadru obranjen i prvi doktorat u području konzerviranja restauriranja ( iako ovo i nije pravi restauratorski doktorat,niti jedna od   3 osobe u povjerenstvu nije stekla doktorat u području konzerviranja restauriranja,sveučilište u Zadru i nema katedru konzervacije restauracije! ),no treba naglasiti da nijedan od tri studija konzerviranja restauriranja zasad ne nudi i mogućnost stjecanja doktorata u području konzervacije restauracije ( u svijetu se doktorski studij smatra za temeljni znak stvarnog stanja u nekom sustavu obrazovanja konzervatora restauratora ...).Danas (2016.!) ima nekoliko osoba koje predaju na dubrovačkom i splitskom studiju konzerviranja restauriranja,odnosno rade u HRZ-u, a stekle su zvanje doktora znanosti ,odnosno u jednom slučaju umjetnosti,no nijedna od ovih osoba nije zvanje stekla pred komisijom u kojoj je barem 1 član bio   konzervator restaurator istog zvanja(u najmanju je ruku čudno i da akademski slikari,odnosno magistri umjetnosti bilo slikarstva bilo konzerviranja restauriranja u nekim slučajevima mogu steći zvanje doktora znanosti,osim dakako ako nisu završili još jedan studij kojim se mogu steći znanstvena zvanja).
Najmanje su 3 od    ovih disertacija javno dostupne putem interneta.

## Usporedba sa sličnim studijima u Europi i SAD, te Kanadi
Kako živimo u vremenu opće dostupnosti interneta ova usporedba nije odviše teška niti zahtijevna jer je danas velik broj diplomskih te magistarskih i doktorskih radova iz područja konzervacije restauracije dostupan putem istog.
Od europskih radova najveći je broj dostupnih na njemačkom(baza podataka diplomskih radova na njemačkom govornom području, 1650 radova ima samo abstrakt,60 je radova dostupno u cijelosti,stranica http://www.hornemann-institut.de/  ),te španjolskom i portugalskom jeziku (najbolje pretraživati preko stranice http://ciarteblog.blogspot.com/search/label/Teses  ).
Kvaliteta i pristup američkih i kanadskih radova ,vidljivi su prije svega putem web stranice http://resources.conservation-us.org/anagpic-student-papers/  ,( dio se radova može naći i na stranici http://www.archive.org, i to oni s Pennsylvanijskog sveučilišta, te stranici [neaktivna poveznica] , radovi s teksaškog A&M sveučilišta u College Station-u). Treba naglasiti da se ovo školovanje u SAD i Kanadi ne veže za likovne akademije,dapače za upis na studij preferira se ili studij povijesti umjetnosti,ili neki znanstveno orijentirani studij.Ovaj je trend danas prisutan i u Europi,prije svega u Njemačkoj i Velikoj Britaniji,ali i Švedskoj,Norveškoj,Finskoj ,te Grčkoj.Isključiva povezanost s likovnim akademijama opstala je uglavnom u zemljama bivše istočne Europe,te zemljama nastalim raspadom bivše Jugoslavije,no i tamo se javljaju naznake   odvajanja od ovog riješenja,prije svega kod najrazvijenijih zemalja iz ove grupe ,poput Poljske i Češke,a korakom u ovom pravcu može se smatrati i formiranje Centralnog instituta za konzervaciju u Beogradu ( po uzoru na talijanski model, i zamislite, između ostalog ova se institucija bavi i sustavnim stručnim usavršavanjem muzejskih restauratora i preparatora...).
Iako je razlika u pristupu između europskih i američkih radova  ,te   rada kod nas poprilična, i prije svega zasnovana na   stremljenju ka znanstvenom pristupu,te istraživanjima (u smislu preispitivanja starih i iznalaženja novih materijala ili postupaka), koji kod nas praktički potpuno izostaje,ipak radovi s posljednje međunarodne konferencije studenata konzervacije restauracije održane u Splitu 2018. daju nadu za određeni optimizam,te da će ovaj u svijetu dominantan pristup s vremenom zaživjeti i kod nas.

## Problemi vezani uz školovanje,te školovane konzervatore restauratore
U prilog prije spomenutoj razlici nažalost ide i vrlo slaba ,skoro nikakova opremljenost sva tri naša studija,izgleda da su nadležni planeri posve zaboravili da se radi o prilično visokim investicijama potrebnim da bi se opremilo restauratorsku radionicu na zaista svjetskoj razini. Ipak, ponajbolje po tom pitanju stoji zagrebački studij (ima stalno uposlena 2 znanstvenika,te posjeduju i uređaj za xrf analizu).
Može se napomenuti da je Hrvatski restauratorski zavod razmjerno koliko toliko dobro opremljen,iako nažalost još uvijek nema odjel koji bi se bavio i razvojnim istraživanjima ( u smislu preispitivanja starih te razvoja novih konzervatorskih postupaka i materijala). U muzejima nažalost zaista na svjetskoj razini opremljene radionice jednostavno nema(i to usprkos zakonskoj obavezi adekvatnog opremanja istih,nadležna državna tijela ovo očito ili odobravaju ili ih ta problematika već godinama ne zanima), a o istraživanjima u gore spomenutom smislu nema ni traga,eventualno bi se dobro opremljenom mogla smatrati ona u Arheološkom muzeju u Zagrebu,no i ta bez za arheološku konzervaciju zaista neophodne analitičke opreme( poput uređaja za rendgensko snimanje, xrf i xrd analizu,te opreme za metalografiju,ukratko laboratorija za arheometriju)...
U probleme ove vrste svakako spada i nedefiniranost zakonskih propisa koji reguliraju zapošljavanje školovanih konzervatora restauratora,jer je trenutačno i u muzejima i u Hrvatskom restauratorskom zavodu ,te u slučaju osoba koje rade samostalno,i dalje moguće zapošljavanje osoba bez konzervatorsko restauratorskog školovanja,ali i osoba sa srednjom stručnom spremom .Istovremeno broj diplomiranih konzervatora restauratora trenutačno po neslužbenim izvorima prelazi brojku 300,dok ih u HRZ i muzejima trenutačno nije zaposleno niti 10% od spomenute brojke( stanje prosinac 2017.).
Situaciju dodatno komplicira i dugogodišnje i potpuno iracionalno odbijanje ministarstva kulture   da izjednači razinu prava restauratora koji rade u HRZ ili samostalno i onih koji rade u muzejima.Restauratori koji rade samostalno bez problema   dolaze do licence za rad na kulturnim dobrima,dok je onima koji rade u   muzejima isto onemogućeno.Ovo se opravdava sukobom interesa no vrlo se dobro zna da na listi ministarstva ima onih koji i rade kao samostalni restauratori i još su zaposleni i u nekoj drugoj instituciji.Da se ne spominje činjenica da licencu tj dopuštenje za rad mogu dobiti i osobe sa srednjom stručnom spremom,što je u potpunoj suprotnosti s preporukama Europske konfederacije restauratorskih udruga   ECCO ,te preporukama Komiteta za konzerviranje restauriranje Međunarodnog muzejskog savjeta ICOM.Treba istaknuti da je ovaj problem krajem 2018.razriješen pa sada i muzejski restauratori mogu steći   dozvolu za rad na kulturnoj baštini.Pripravnički je staž u muzejima   samo godinu dana dok je u HRZ 2 godine.Dok se u HRZ viša zvanja stječu po razmjerno dobrom sustavu bodovanja,koji vrednuje cjelokupan rad konzervatora restauratora, u muzejima se viša zvanja stječu po osnovi ispunjavanja čisto birokratskih pravila,u donošenju kojih struka ima samo konzultativnu ulogu.
Neslavnu ulogu u ovom imaju i strukovne konzervatorsko restauratorske udruge,koje umjesto beskompromisnog zastupanja struke,najčešće nastupaju po liniji manjeg otpora te izbjegavaju bilo kakav kritički odnos prema pravilima koja diktira birokracija ministarstva kulture.Uzrok je ovome činjenica da u vodstvu ovih organizacija u pravilu   sjede osobe koje osim stalnog zaposlenja rade i kao samostalni konzervatori restauratori,pa im oponiranje ministarstvu kulture nikako nije u interesu.

## Njemačka
- Berlin: Konzervacija restauracija / Terenska arheologija Sveučilište primijenjene znanosti u Berlinu[17]

- Dresden : Visoka škola za likovnu umjetnost - Drezden Smjerovi Umjetničke tehnologije,te konzervacije - restauracije kulturnih i umjetničkih dobara,postoji i doktorski studij

- Erfurt: Fakultet građevinskog inženjerstva i Konzerviranja/restauriranja Sveučilišta primijenjenih znanosti u Erfurtu[18]

- Hildesheim: Fakultet zaštite kulturne baštine HAWK Fachhochschule Hildesheim/Holzminden/Göttingen| Visoka škola za primijenjenu znanost i umjetnost HAWK Hildesheim[19]

- Köln: CICS - Kelnski institut konzervatorske znanosti pri Kölnskom sveučilištu primijenjene znanosti[20]

- München: Katedra za konzervaciju,umjetničku tehnologiju i znanost u konzervaciji, Institut za povijest arhitekture,povijest umijetnosti i konzervaciju pri Tehničkom sveučilištu u Münchenu[21]Postoji i doktorski studij

- Mainz ,Römisch-Germanische Zentralmuseum Mainz u suradnji s Johannes-Gutenberg-Universität Mainz ,studij restauracije i konzervacije arheološkog materijala.[22]

- Potsdam : Konzerviranje/restauriranje - Sveučilište primijenjene znanosti u Potsdamu/ Studij konzervacije i restauracije pri Visokoj stručnoj školi u Potsdamu[23]

- Stuttgart : Štutgartska državna akademija umjetnosti i dizajna,imaju i doktorski studij

## Italija
Od 1944. postoji državna škola za obuku restauratora Istituto Superiore per la Conservazione ed il Restauro
Od 2006. diplomski studij ,Magister arti u području konzervacije.
Od drugih državno podržanih škola treba spomenuti i Opificio delle Pietre Dure u Firenci.
Postoje i brojne privatne škole ,poput Istituto per l'Arte e il Restauro "Palazzo Spinelli" u Firenci(partnerska institucija dubrovačkog studija konzervacije restauracije), nudi se trogodišnji certificirani tečaj tehničke specijalizacije( točnije 2 godišnji uvodni tečaj + jednogodišnji ekspertni tečaj) u više grana konzerviranja restauriranja,kao i razni kraći tečajevi,petogodišnji se studij nudi tek od 2015.
Manja je grupa osoba iz Hrvatske završila certificirani 2 godišnji uvodni tečaj,te se kod nas predstavljaju kao restauratori,jedan čak kao magistar,iako su po talijanskom svjedočanstvu tek tehničari u području konzervacije restauracije(osim ako se certificirani tečaj ne smatra ekvivalentom studiju restauriranja,odnosno zvanju prvostupnika).
Sukladno web stranici ove institucije zvanja po talijanskom modelu stječu i svi ( ili samo oni koji to žele!?) polaznici dubrovačkog studija konzerviranja restauriranja.

## Austrija
- Beč, Akademie der bildeden kuenste,Institut fuer Konservierung und Restaurierung

- Beč, Universitaet fuer Angewandte Kunst,Meisterklasse fuer Konservierung und Restaurierung.MA konzerviranje restauriranje tekstila,kamena,slika i objekata

Dvije su osobe iz Hrvatske završile ovaj studij,dok je jedna osoba studij započela i potom napustila ( Mr.art Maja Velicogna Novoselac i Mr.art.Valentina Ljubić Tobisch ,prva restauratorica metala,stakla i keramike,potonja restauratorica objekata).
Od 2001. postoji i doktorski studij,prve obrane bile su 2005.

## Ujedinjeno kraljevstvo
U Ujedinjenom kraljevstvu postoji velik broj institucija koje nude obrazovanje konzervatora restauratora,za razliku od studija u SAD gdje preovladava širi, općenit pristup ovdje svaka institucija teži ka specijalizaciji.
- Camberwell College of Arts University of the Arts London[30]
  - BA (prvostupnik) Konzervacije
  - MA Konzervacije
  - Postdiplomski studij konzervacije
  - FdA Book Conservation

- Hamilton Kerr Institute University of Cambridge
  - Diploma u konzervaciji[31]

- Cardiff University[32] Cardiff University 
  - BSc konzervacije objekata u muzejima i arheologiji
  - MSc Zaštita zbirki
  - MSc Profesionalni konzervator
  - Msc Konzervatorske prakse

- City and Guilds of London Art School odjel konzervacije nudi više tečajeva:[33]
  - Studij konzervacije BA - 3 godine
  - Postdiplomski: Studij konzervacije 2 godine
  - Postdiplomski: Komparativni studij,naglasak na laserskom čišćenju

Najmanje je jedna osoba iz Hrvatske završila postdiplomski studij ove institucije (Jelena Bandur).
- Courtauld Institute of Art[34]
  - Konzervacija štafelajnog slikarstva PgDip
  - MA Konzervacija zidnog slikarstva

- The Centre for Textile Conservation and Technical Art History[35] pri sveučilištu u Glasgow-u, prvobitno znan kao Textile Conservation Centre.
  - Izrada i značenje:Pristup tehničkoj povijesti umjetnosti (MLitt)
  - Konzervacija tekstila (2 godine, MPhil)

- Institute of Archaeology pri University College London
  - M.A. Principi konzervacije[36]
  - M.Sc Konzervacija u arheologiji i muzejima[37]

- University of Lincoln[38]
  - BA (Hons) Konzerviranje restauriranje
  - MA Konzervacija povijesnih objekata
  - Diplomski studij konzervacije
  - PhD doktorski studij

Najmanje je jedna osoba iz Hrvatske završila ovaj studij ( Martina Catinelli).
- Northumbria University The Conservation Unit[39]
  - MA konzervacija lijepih umijetnosti
  - MA Preventivna konzervacija

- Royal College of Art
  - MA Konzervacija[40]

- West Dean College[41]
  - MA studij konzervacije

West Dean također nudi više diplomskih tečajeva i tečajeva profesionalnog usavršavanja
- The London School of Picture & Frame Restoration
  - City & Guilds certificirani tečaj konzervacije slika i okvira za slike

## Kanada
- Algonquin College

- Applied Museum Studies (3 godine)  koji studentima daje solidno zaleđe i znanje o muzejskom radu,te tehničkim problemima vezanim uz muzejsku djelatnost,uključujući upravljanje zbirkama,konzervaciju,pripremanje izložaka za izlaganje,upravljanje muzejem u cjelini ,kao i vođenje edukativnih djelatnosti.[42]

- Fleming College prije znan kao Sir Sandford Fleming College.
  - Konzervacija i upravljanje zbirkama[43]

Jedna osoba iz Hrvatske završila je ovaj studij ( Nada Novosel Habeković).
- Queen's University, Kingston|Queen's University, Ontario
  - MAC (Magistar konzervacije umjetnina).[44] utemeljen 1974., Queen's University je jedino sveučilište u Kanadi koji nudi diplomski studij konzervacije umjetnina,te jedan od 4 u Sjevernoj Americi.

Ovaj je studij završila i jedna osoba iz Hrvatke ( Srebrenka Bogović Zeskoski - živi i radi u Kanadi,no godinama aktivno surađuje s HRZ- om).
Ryerson University
- MA Zaštita i upravljanje zbirkama fotografije[45]

## Sjedinjene Američke Države
- The School of the Art Institute of Chicago
  - Magistar znanosti o zaštiti spomenika

- Buffalo State College
  - MA i CAS (Certificirani napredni studij konzervacije umjetnina[46]

- Columbia University
  - Certifikat u zaštiti spomenika: Konzervacija povijesne arhitekture[47]

- New Mexico State University
  - BA u muzejskoj konzervaiji[48]

- New York University
  - MA Povijest umjetnosti i napredni certifikat u konzervaciji  .[49]

- Scripps College
  - BA konzervacije umjetnina[50]

- Tulane University School of Architecture
  - MPS Magistar studija zaštite spomenika[51]

- University of California, Los Angeles/Getty Conservation Institute
  - MA konzervacije arheološkog i etnografskog materijala[52]

- The University of Delaware (u suradnji s Winterthur Museum-om)
  - MS konzervacije umjetnina i certifikat u konzervaciji.[53]

- The University of Oregon Historic Preservation Program
  - MS u zaštiti povijesnih spomenika[54]

- The University of Pennsylvania Graduate Program in Historic Preservation
  - MS zaštite spomenika
  - Napredni certifikat konzervacije arhitekture[55]

- The University of Texas, Austin
  - certifikat naprednog studija konzervacije knjižničkog i arhivskog gradiva (program pred zatvaranjem).

- Texas A&M University,College Station,Center for Maritime Archaeology and Conservation

- - certifikat konzervacije podmorskih arheoloških nalaza

- The University of Mary Washington
  - BA zaštite povijesnih spomenika[56]

## Profesionalne smjerniceEuropske konfederacije konzervatorsko restauratorskih udruga ECCO(III/2004.)
I. Osnovi ciljevi edukacije konzervatora restauratora
Edukacija mora biti bazirana na najvišim etičkim standardima profesije, te utemeljena na poštovanju kulturne baštine,posebice njenog estetskog,umjetničkog,dokumentarnog,okolišnog,povijesnog,znanstvenog,društvenog,ili duhovnog značenja.Po završetku obrazovanja,osoba koja je diplomirala mora biti sposobna da odgovorno i samosvjesno radi u području konzervacije-restauracije kulturne baštine ,uključujući i njene posebnije aspekte poput tehnološkog,znanstvenog ili umjetničkog.Spomenuti moraju posjedovati sposobnost da surađuju sa svim drugim profesionalcima uključenim u zaštitu iste. Također moraju imati i sposobnost samostalnog istraživanja u polju konzervacije-restauracije ,te povijesnih tehnologija i tehnika.Obrazovanje mora biti usmjereno i na razvoj drugih važnih sposobnosti i vještina,kako je navedeno u   E.C.C.O. Professional Guidelines I.
II. Nivo obrazovanja
Minimalni prihvatljivi nivo obrazovanja za ulazak u profesiju u statusu kvalificiranog konzervatora -restauratora treba biti magistar struke (ili priznati ekvivalent).Ovo pak mora biti ostvareno putem cjelovitog sveučilišnog studija konzervacije-restauracije u trajanju ne manjem od 5 godina(ili priznati ekvivalent)  i mora uključivati i dobro strukturirano praktično stažiranje.Nakon ovog poželjna je i mogućnost doktorskog studija na PhD razini.
Od visoke je važnosti i dobro uravnotežena kako teoretska tako i praktična nastava. Nakon uspješno obavljenog završnog ispita kandidat stiče diplomu odgovarajućeg stupnja. U diplomi moraju biti navedene i posebne vještine koje je kandidat stekao. 
Zavisno o nacionalnoj situaciji,može biti važno i svjedočanstvo o obavljenoj profesionalnoj praksi kako bi se potvrdile kandidatove sposobnosti da etički i kompetentno radi u njenoj ili njegovoj struci.

III. Praktični dio obrazovanja
U praktični rad mora biti uključen rad na izvornim predmetima koji su naročito pogodni za didaktičke svrhe. Odabrani objekti trebaju dati materijal za dobro dokumentirano izučavanje,uključujući tehnički pregled,konstataciju stanja i primjeren zahvat. Od početka obrazovanja ovakovi primjeri moraju studentu na najpraktičniji način omogućiti da pojmi jedinstvenost svakog objekta kao takvog.
Nadalje,izučavanje pojedinih primjera nudi i najbolju mogućnost integracije svih teoretskih,metodoloških i etičkih aspekata konzervacije-restauracije u praktičnu obuku. Izučavanje i prakticiranje povijesnih tehnika,tehnologija i procesa obrade srodnih materijala mora biti poticano,jer isto promovira bolje razumijevanje fizičkih,povijesnih i umjetničkih aspekata kulturne baštine.
IV. Teoretska nastava
Kod teoretske je nastave nenadoknadiv uravnotežen pristup kako znanstvenom tako i humanističkom aspektu poučavanja.
Teoretski problemi moraju biti određeni sukladno specijalizaciji u polju konzerviranja/restauriranja,te trebaju uključivati:
Etičke principe konzerviranja-restauriranja  
Znanost (tj. kemiju,fiziku,biologiju,mineralogiju,teoriju boje)
Humanistiku (tj. povijest,paleografiju,povijest 
umjetnosti,arheologiju,etnologiju,filozofiju)
Povijest materijala i tehnika,tehnologije i proizvodnih procesa 
Identifikacija i izučavanje procesa propadanja 
Izlaganje i transport kulturne baštine 
Teoriju,metodiku i tehnike konzervacije,preventivne konzervacije i restauracije 
Procese uključene u izradu reprodukcija predmeta 
Metode dokumentiranja 
Metode znanstvenog istraživanja 
Povijest konzervacije-restauracije 
Pravna pitanja(status profesije, zakonodavstvo vezano za kulturnu
baštinu, osiguranje, poslovanje i porezni zakoni) 
Upravljanje( zbirkama,osobljem,resursima) 
Zdravlje i sigurnost (uključujući pitanja vezana uz okoliš) 
Komunikacijske vještine (uključujući informatičke tehnologije)

### Zakonska regulativa i zaštita prava konzervatora restauratora u Hrvatskoj
Ako izuzmemo opće zakonske akte rad konzervatorsko-restauratorske službe u Hrvatskoj danas prije svega određuju sljedeći propisi:
Za restauratore i restauratore tehničare koji rade u Hrvatskom restauratorskom zavodu,Hrvatskom državnom arhivu,Nacionalnoj i sveučilišnoj knjižnici,te samostalno,odnosno za restauratore i preparatore koji rade u muzejima:
- Pravinik o stručnim zvanjima za obavljanje poslova na zaštiti i očuvanju kulturnih dobara te uvjetima i načinu njihova stjecanja (NN 104/19,na snazi od 8.11.2019.)

- Pravilnik o uvjetima za dobivanje dopuštenja za obavljanje poslova na zaštiti i očuvanju kulturnih dobara (NN 98/18)

Što se tiče zaštite prava konzervatora restauratora stanje je i dalje nezadovoljavajuće usprkos nekim pozitivnim stvarima koje donosi novi pravilnik, prije svega činjenice da su svi konzervatori restauratori konačno podvedeni pod jedan jedinstveni pravilnik te konačnog definiranja statusa školovanih konzervatora restauratora ( trebalo im je samo 20 godina da to riješe ).Posebno su ugrožena prava restauratora uposlenih u   muzejima.Ministarstvo kulture godinama jednostavno bahato i ignorantski odbija stvarno i dosljedno izjednačiti prava restauratora zaposlenih u muzejima s pravima restauratora koji rade u HRZ-u ili samostalno.Također ministarstvo negira ćinjenicu da je sustav napredovanja po muzejskom zakonu, ako se usporedi s onim za djelatnike HRZ bio na štetu restauratora zaposlenih u muzejima,odnosno u HRZ se napredovalo po znatno povoljnijim i transparentnijim uvjetima,te se više od 10 godina jednostavno negira i odbija preispitati i sankcionirati određen broj slučajeva napredovanja temeljem veza i poznanstava te dobro ugođenih namještaljki( u muzejima je bilo najmanje 5 - 6 ovakovih slučajeva).Ovo je bilo razvidno već kod javne rasprave o gore navedenom pravilniku,bahati i sveznajući birokrati iz Ministarstva kulture odbili su prihvatiti i vrednovati razlike u radu u muzejima ,te restauratorskom zavodu.Niz specijalizacija jednostavno je ignoriran i izostavljen - primjerice predmeti tehničke i industrijske baštine,satovi,muzički instrumenti,prirodoslovni materijal,te djela suvremena umjetnosti.
U oči pada i razina povlastica koje po istom pravilniku imaju oni koji rade u ministarstvu ili gradskom zavodu za zaštitu spomenika kulture i prirode.
Preporuke i smjernice Komiteta za konzerviranje restauriranje međunarodnog muzejskog savjeta ICOM CC,te Europske konfederacije konzervatorsko restauratorskih udruga ECCO i Europske mreže za edukaciju konzervatora restauratora ENCoRE za ovu četu uhljeba su puke i neobavezujuće tričarije,ta oni imaju političko zaleđe - znaju valjda oni što je što.Na kraju spomenimo da je pravilnik na    web stranici ministarstva kulture proglašen savršenim uradkom, prije spomenuti nedostaci za njih dakako ne postoje.

## Vanjske poveznice
- International Council of Museums Conservation comitee
- European Confederation of Conservator Restorers Organizations
- European Network for Conservation-Restoration Education  Arhivirana inačica izvorne stranice od 10. studenoga 2012. (Wayback Machine)
- Conservation-Restoration Education in the light of the European Qualification Framework for Life Long Learning
- Hrvatski restauratorski zavod  Arhivirana inačica izvorne stranice od 9. listopada 2012. (Wayback Machine)
- Hrvatsko muzejsko društvo -sekcija restauratora i preparatora
- In-situ ,online časopis studenata konzervacije i restauracije,Umjetnička akademija u Splitu  Arhivirana inačica izvorne stranice od 20. veljače 2021. (Wayback Machine)
- Međunarodni institut za restauriranje povijesnih i umjetničkih djela IIC – Hrvatska grupa  Arhivirana inačica izvorne stranice od 30. kolovoza 2012. (Wayback Machine)
- Hrvatsko restauratorsko društvo
- Akademija likovnih umjetnosti u Zagrebu  - Odsjek za restauriranje i konzerviranje umjetnina
- Sveučiilište u Dubrovniku  - Odsjek za umjetnost i restauraciju  Arhivirana inačica izvorne stranice od 22. kolovoza 2013. (Wayback Machine)
- Vinterhalter,J.Školovanje konzervatora i restauratora/1993.
- Global Conservation Forum